# Судебная реформа в Израиле
Судебная реформа в Израиле (ивр. הרפורמה המשפטית‎, также реформа Левина ивр. רפורמת לוין‎) — план по внесению фундаментальных изменений в правовую систему Израиля, включая регламентацию судебной отмены законов и статью о преодолении такой отмены, отмену аргумента приемлемости, определение роли юридических советников как необязывающих и изменение состава комиссии по отбору судей, представленный заместителем премьер-министра и министром юстиции Яривом Левиным при поддержке премьер-министра Биньямина Нетаньяху. 
Реформа была представлена 4 января 2023 года, через шесть дней после приведения к присяге тридцать седьмого правительства Израиля, и вызвала оживленные общественные дебаты, как широкую поддержку общества, так и многочисленные протесты.
Реформа предусматривает, что вето Верховного суда может быть преодолено парламентским большинством в 61 голос (всего в Кнессете 120 депутатов). Кроме того, решения о внесении поправок в закон или о его отмене судьи должны будут принимать не простым большинством голосов, а в особом порядке (порядок не уточнялся). До сих пор в составе назначающего судей комитета было девять членов, пять из них судьи и юристы, по два представителя от Кнессета и правительства, а теперь число членов этого комитета должно увеличиться до 11, восемь из них должны представлять Кнессет. Также вводятся публичные слушания кандидатов в Верховный суд в законодательной комиссии Кнессета.
24 июля 2023 года Кнессет одобрил первый законопроект о судебной реформе. За законопроект проголосовали 64 депутата, представляющие правящую коалицию, 56 оппозиционных парламентариев голосование бойкотировали.
Начало реформы привело к острой реакции как парламентской, так и внепарламентской оппозиции в Израиле, а также выражениям обеспокоенности со стороны многих демократических стран. Ряд израильских военных выразили недовольство и отказались от сборов в знак протеста против предложенных изменений. Рейтинговое агентство Moody’s приняло решение выпустить внеплановый отчет, заявив о влиянии судебной реформы на экономику и государственную систему Израиля. 

## Предыстория
В 1992—1995 годах правовая система Израиля пережила, по выражению судьи Аарона Барака, «конституционную революцию», в результате которой Верховный суд объявил о своём праве на судебный надзор и признание недействительными законов, принимаемых израильским парламентом (Кнессетом), суверенитет которого был, таким образом, ограничен. Возможность суда, не избираемого гражданами ни прямо, ни через посредство депутатов парламента, отменять законы, в том числе, рукодствуясь не законами, а «принципом разумности», вызвала протест значительной части израильского общества и стремление реформировать судебную систему страны.
Депутат Кнессета Ярив Левин от «Ликуда» ещё в 2011 году предлагал изменить состав комиссии по отбору судей. В 2013 году вместе с депутатом Кнессета Аелет Шакед он пытался внести ряд законопроектов, включая ограничение полномочий Верховного суда по отмене законов, возможность повторного принятия закона, признанного недействительным Верховным судом, предоставление кнессету полномочий об избрании председателя Верховного суда и изменении состава комиссии по отбору судей.
В интервью, проведенном в 2019 году, Левин подробно изложил свою программу и детализировал все разделы правовой реформы, которую он планирует выполнить.
В 2021 году коалиционные соглашения включали создание комитета под председательством министра юстиции Гидеона Саара с целью разработки законопроекта, регулирующего право Верховного суда отменять законы (или части законов) и определять в каких случаях кнессет может отменить такое вето Верховного суда. Кроме того, планируемый закон был призван затруднить изменение и принятие основных законов.

## Основные пункты программы
После приведения к присяге в качестве министра юстиции в 37-м правительстве Израиля, Левин представил свой план изменений в судебной системе:

### Отмена законов судом
1. Ввести статью о преодолении судебной отмены закона[англ.]:
  - Кнессет сможет большинством в 61 голос повторно принять закон, отменённый Верховным судом. Такой закон будет действовать в течение 4 лет, или до одного года после начала следующего срока полномочий Кнессета — в зависимости от того, что наступит позже.
  - Кнессет сможет повторно принять закон, принятый предыдущим Кнессетом, даже если он был единогласно отменён Верховным судом.
2. Верховный суд не сможет обсуждать основные законы.
3. Отмена законов будет возможна только в Верховном суде, полным составом из 15 судей и большинством в 80 %.
4. Ограничение продолжительности обсуждения отмены закона.

### Назначение судей
1. Расширение комиссии по отбору судей с девяти членов до одиннадцати, в том числе семерых от коалиции, одного от оппозиции и трех судей. Двое судей будут назначены председателем Верховного суда с правом вето министра юстиции.
2. Отмена тайных выборов членов комиссии по отбору судей в кнессете. Вместо этого главы комиссии по делам кнессета и законодательной комиссии кнессета будут назначены представителями правящей коалиции, а председатель комиссии кнессета по вопросам государственного контроля — представителем парламентской оппозиции.
3. Изменение большинства, необходимого для назначения судей Верховного суда, на простое большинство, вместо семи из девяти членов комиссии (для избрания судей других судов, кроме Верховного, требовалось простое большинство ещё до реформы).
4. Проведение в законодательной комиссии кнессета публичных слушаний[англ.] кандидатов в Верховный суд.
5. Отмена системы старшинства. Председателем Верховного суда больше не будет самый старший судья. Председатель будет выбираться комиссией по отбору судей, и даже не обязан быть ранее судьёй в Верховном суде[21].
6. Ограничение срока полномочий председателя Верховного суда и его заместителя на шесть — семь лет, по истечении которого они становятся обычными судьями Верховного суда[21].

### Отмена аргумента приемлемости
Отмена аргумента приемлемости для дисквалификации законов и административных действий правительства.

### Юридические советники
Назначение юридического советника правительства и советников в министерствах, определение их мнения как необязывающего для правительства и предоставление правительству возможности независимого юридического представительства в суде.

### Статусюридического советника правительства
Согласно поправке в Основные законы Израиля, предложенной депутатом Кнессета Симхой Ротманом, правительство и министры будут иметь право определить свою юридическую позицию по любому вопросу. Более того, они будут иметь право принять или отклонить совет юридического советника правительства. В настоящее время, согласно решениям Верховного суда, юридическое мнение юридического советника правительства считается отражающим текущий юридический статус с точки зрения правительства, пока суд не приимет иную позицию.
Правительство также будет иметь право определить свою позицию, которая будет представлена в суде. Правительству будет предоставлено право на частное представительство в случае отказа юридического советника правительства представлять его позицию. В настоящее время, если юридический советник правительства отказывается защищать позицию правительства или представляет иную позицию, юридический советник правительства может отказаться защищать действия правительства в суде, и если разногласия основаны на законном толковом конфликте, юридический советник правительства может разрешить правительству обратиться за помощью к другому юридическому представителю.
Позиция о связывающем совете и монополии представительства в Израиле является исключительной и даже уникальной с глобальной точки зрения. Как описывает доктор Эйтан Левонтин, «нет ничего подобного, насколько мне известно, нигде в других странах. Судебная система в Израиле уникальна, и мне кажется, что между ней и судебной системой в любой сопоставимой стране существует пропасть — а не просто разногласие.» В отличие от этого, в Великобритании, США, Канаде и Германии юридический советник правительства или аналогичная фигура являются политической ролью, схожей с министром, и в некоторых странах фактически являются членами правительства. В таком случае у них нет полномочий связывать правительство своими позициями; правительство может действовать вопреки их мнению; правительство имеет право диктовать юридический советник правительства позицию, которую он должен представить перед судами, и ему запрещено составлять юридические мнения без запроса правительства.

## Реализация реформы

### Назначение судей
13 февраля 2023 года законодательной комиссией кнессета были внесены на рассмотрение два законопроекта: «Основной закон о судебной системе (поправка № 3) Усиление разделения властей» и «Закон о судах (поправка № 105) Инструкция о комиссии по отбору судей, 2023 г.»
«Основной закон о судебной системе» включает в себя следующее изменение состава комиссии по отбору судей:
Комиссия будет состоять из девяти членов:
 — трое судей: председатель Верховного суда, а также два судьи в отставке, назначаемые министром юстиции с одобрения председателя Верховного суда;
 — трое министров: министр юстиции будет председателем комиссии по отбору судей, а два других министра будут назначены правительством;
 — трое законодателей: председатель законодательной комиссии кнессета, и два других члена кнессета: один от правящей коалиции и один от парламентской оппозиции.
Предлагается, чтобы комиссия могла заседать в составе из пяти членов (вместо семи как ранее) и чтобы её решения принимались большинством голосов, если только это не противоречит какому-либо основному закону.
Согласно законопроекту, суд не имеет права обсуждать основные законы.
«Закон о судах» предлагает дополнительные поправки. В нём уточняется, как будут отбираться члены комиссии по отбору судей, а также указывается, что кандидаты в судьи Верховного суда будут представлены для общественного обсуждения и предстанут перед законодательной комиссией кнессета до того как комиссия по отбору судей обсудит их назначение.

### Отмена принципа юридической несостоятельности
24 июля 2023 года Кнессет одобрил во втором и третьем чтении первый законопроект о судебной реформе. За законопроект проголосовали 64 депутата, представляющие правящую коалицию, 56 оппозиционных парламентариев голосование бойкотировали.
В Высший суд справедливости было подано восемь ходатайств об аннулировании закона об отмене принципа юридической несостоятельности от имени общественных организаций, таких как «Движение за чистоту власти», «Коллегия адвокатов», «Ассоциация гражданских прав» и других.
1 января 2024 года Верховный суд Израиля (БАГАЦ), заседая полным составом из 15 судей, 8 голосами против 7 отменил ранее принятый Кнессетом Основной закон, лишивший БАГАЦ права отменять принятые парламентом законы на основании принципа юридической несостоятельности («илат ха-свирут»). Это стало первым в истории Израиля случаем отмены Верховным судом Основного закона. Министр юстиции Ярив Левин, инициатор судебной реформы, подверг постановление БАГАЦ резкой критике, но в то же время призвал не нарушать его.

## Реакции

### Юристы
Председатель Верховного суда Эстер Хают выступила против реформы.
Юридический советник правительства Гали Бахарав-Миара написала, что «драматичные изменения режима, касающиеся ядра демократических характеристик страны, должны осуществляться в рамках сбалансированного и упорядоченного процесса, чтобы сформулировать сбалансированное и всеобъемлющее соглашение после углубленной работы персонала, при этом консультируясь со всеми соответствующими сторонами». В письме, которое она отправила Нетаньяху, она написала, что законодательные инициативы могут повлиять на его суд, поэтому он находится в конфликте интересов и не должен принимать участие в этом процессе. В ответ Нетаньяху заявил, что её позиция для него неприемлема. Судья Верховного суда Дафна Барак Эрез обязала правительство отреагировать на ходатайство Движения за качество власти, согласно которому юридический советник правительства должен принять меры для отстранения Нетаньяху из-за конфликта интересов. В ответ, главы коалиционных партий заявили, что обсуждение в Верховном суде отстранения премьер-министра является незаконным, и представляет собой государственный переворот.
Бывшие юридические советники правительства и бывшие государственные прокуроры выступили против предложенной судебной реформы, а некоторые из них назвали её «переворотом режима». Против реформы выступили 17 крупнейших юридических фирм Израиля.
Вице-президент окружного суда Тель-Авива в отставке Одед Модрик выразил поддержку большей части реформы, с некоторыми изменениями и отменой одного пункта. 150 юристов, в том числе судьи в отставке, адвокаты, профессор Наум Раковер и заместитель председателя коллегии адвокатов (уволенный за поддержку реформы), провели специальную конференцию в поддержку реформы.

### Экономисты
Бывшие управляющие Банка Израиля Яаков Френкель и Карнит Флуг предупредили, что судебная реформа приведёт к снижению кредитного рейтинга Израиля — так же, как был снижен кредитный рейтинг Польши, Турции и Венгрии после проведенных в них правовых реформ.
270 экономистов — лекторов, к которым присоединились около 40 экономистов и бывших руководителей правительственных министерств подписали письмо с предупреждением об экономическом ущербе реформы. С другой стороны, генеральный директор фондовой биржи Итай Бен Зэ’эв, утверждал, что оттока инвесторов не наблюдается.
Главный аналитик, отвечающий за рейтинг Израиля в S&P, считает, что изменение правовой системы вкупе с эскалацией израильско-палестинского конфликта поставит под угрозу кредитный рейтинг Израиля. JPMorgan Chase, крупнейший банк в Соединенных Штатах, опубликовал обзор ожидаемой судебной реформы и выразил опасение ущерба для роста экономики и кредитного рейтинга, что приведет к увеличению цены кредитов для Израиля. Финансовая компания «Барклайс» опубликовала обзор, в котором обсуждается судебная реформа, а также возможность эскалации протестов против неё, что может привести к снижению кредитного рейтинга Израиля. Оба обзора сравнивали происходящее с демократической эрозией, произошедшей в Польше, и ухудшением её экономического положения.

### Общественный протест

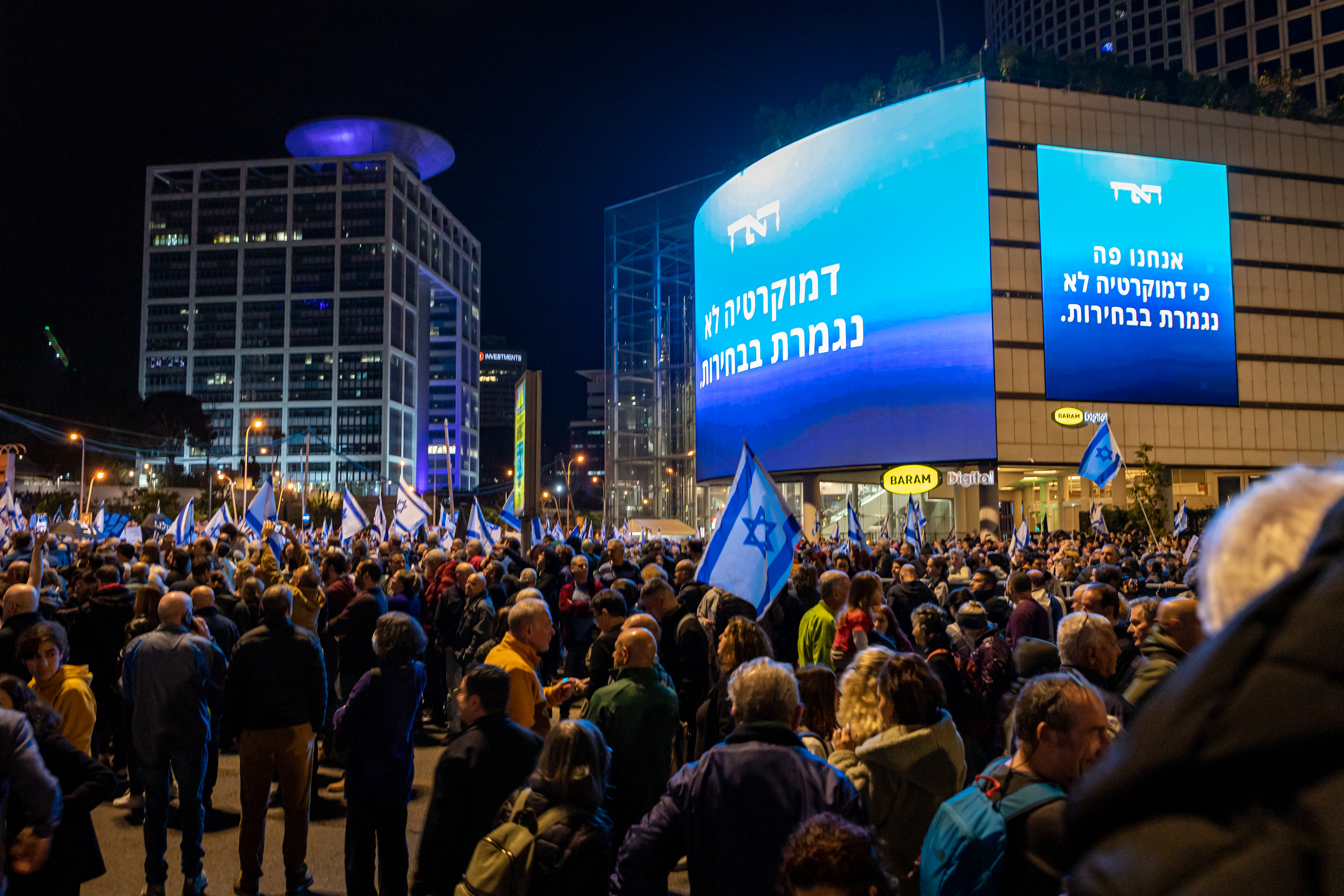
Тель-Авив, 21 января 2023 г.

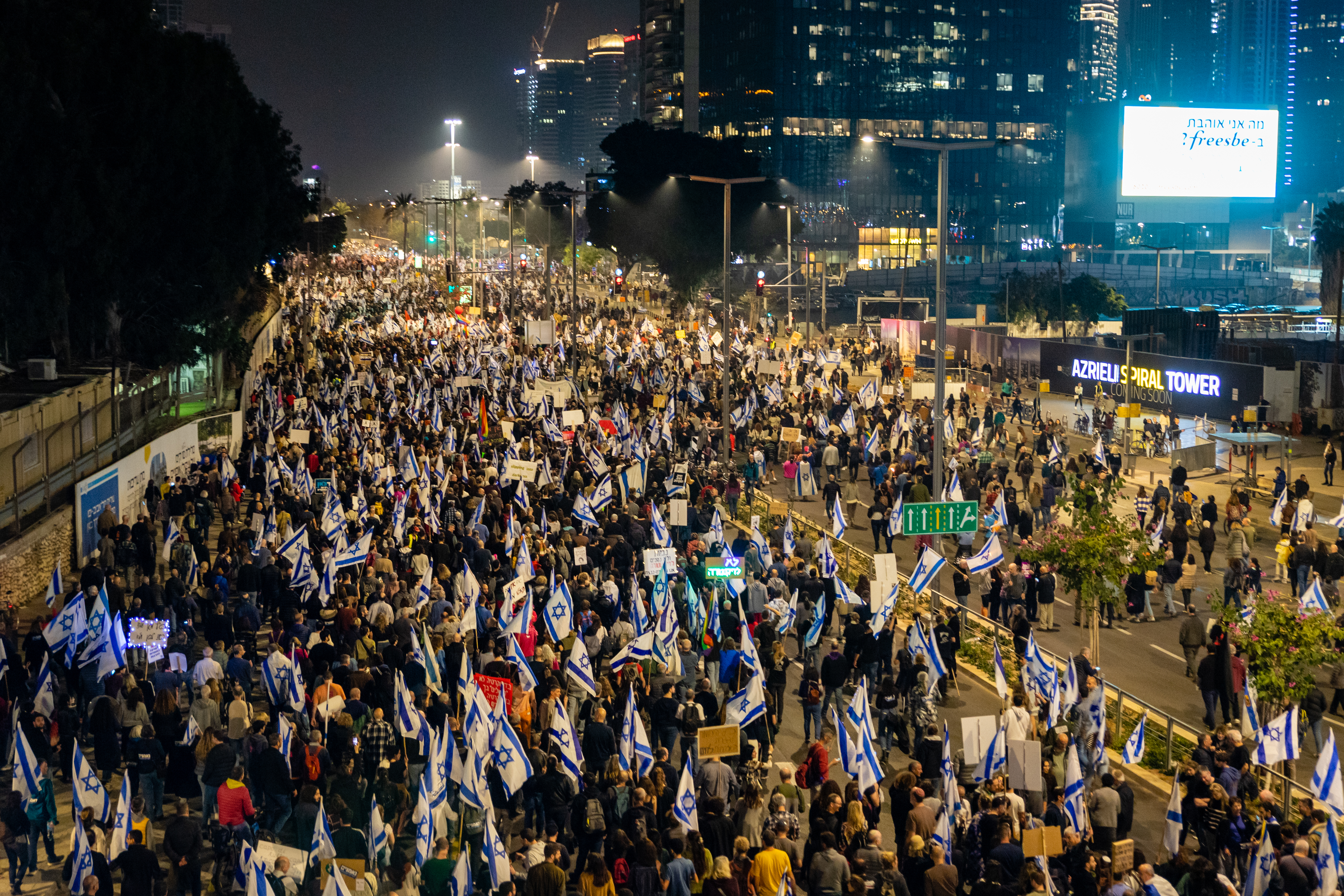
Тель-Авив, 28 января 2023 г.

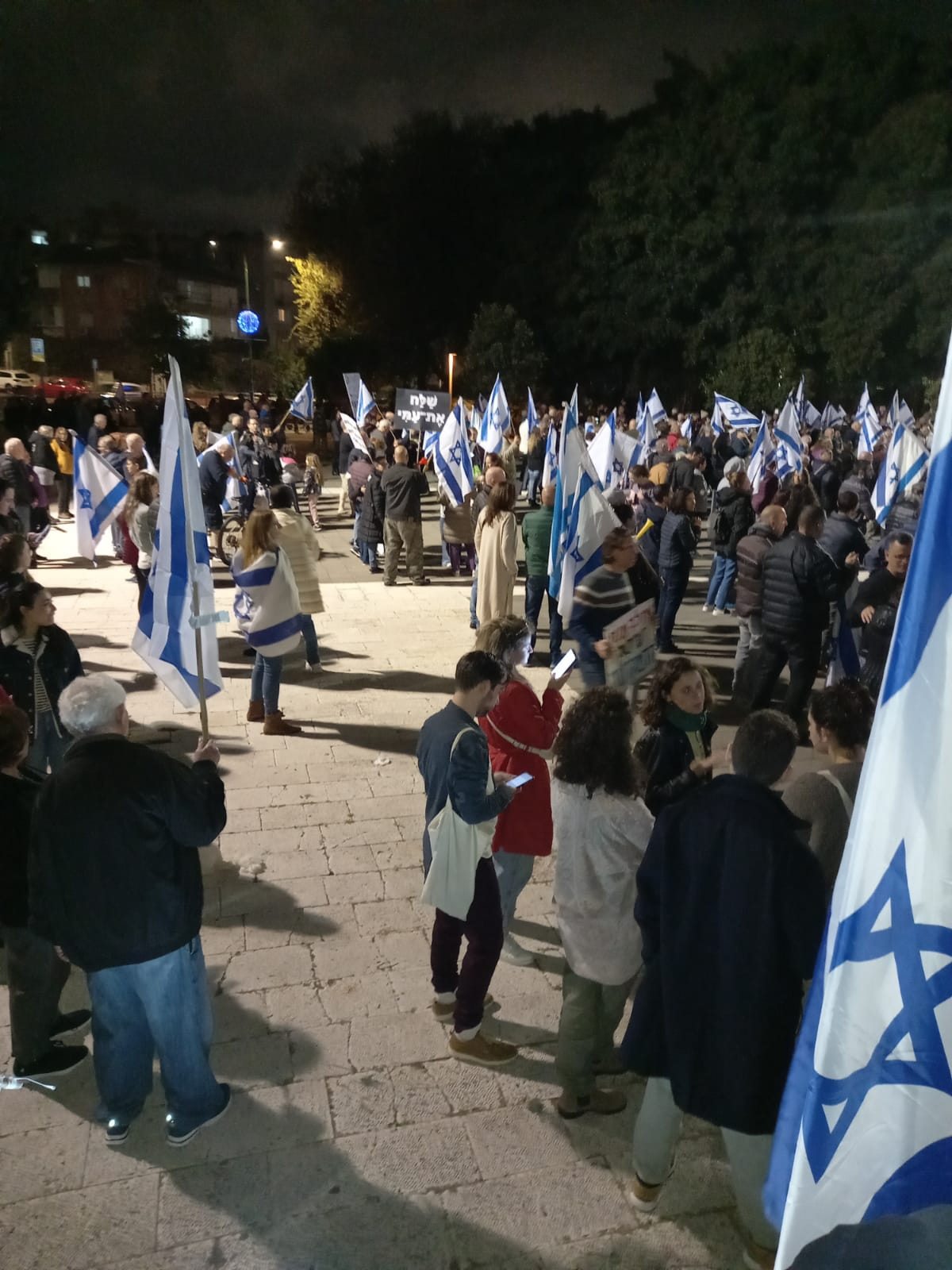
Демонстрация против реформы в Ришон ле-Ционе, 25 февраля 2023 г.

7 января в Тель-Авиве прошла демонстрация против плана, в которой приняли участие тысячи граждан.
12 января сотни юристов провели демонстрацию против реформы под названием «Протест черных мантий».
14 января около 80 тысяч человек вышли на демонстрацию в Тель-Авиве, ещё тысячи — в Иерусалиме, Хайфе и других местах.
21 января в нескольких городах прошли демонстрации, в которых приняли участие более 150 тысяч демонстрантов. К этой демонстрации присоединился ряд высокопоставленных должностных лиц израильской индустрии высоких технологий, некоторые из которых объявили о своем намерении вывести деньги из Израиля и объявить забастовку в знак протеста против реформы. После этого еженедельные демонстрации против реформы продолжались и распространились на другие города. В начале февраля десятки тысяч человек вышли на демонстрации в Тель-Авиве, Хайфе, Иерусалиме, Эйлате, Герцлии, Беэр-Шеве, Ришон ле-Ционе и других городах.
В начале февраля сотни резервистов вышли на 50-километровый марш протеста от Латруна к Верховному суду в Иерусалиме под названием «Братья по оружию».

### Международное вмешательство
Госсекретарь США Энтони Блинкен встретился с участниками акции протеста и на встрече с Нетаньяху подчеркнул, что отношения между странами основаны на сохранении демократических институтов. Советник по национальной безопасности Джейк Салливан дал понять Нетаньяху: «Если будут нарушены демократические ценности — нам будет трудно оказывать непоколебимую поддержку Израилю».
Президент Франции Эммануэль Макрон раскритиковал реформу на встрече с Нетаньяху и предупредил, что, если она будет принята, «Франция сделает вывод, что Израиль отдалился от концепции демократии».

## Предложение президента Герцога
Президент Государства Израиль Ицхак Герцог 12 февраля 2023 года выступил с речью, в которой стремился достичь компромисса. Президент признал, с одной стороны, кнессет как суверена принимающего законы, и необходимость реформы в судах, а с другой стороны, озабоченность противников реформы, опасающихся потери системы тормозов и противовесов демократии. Президент сообщил, что обсудил этот вопрос с лидерами всех слоев общества и заявил, что можно достичь широкого общественного консенсуса.
План президента включает предложение по пяти принципам в качестве основы для переговоров:
1. Законопроект «основной закон о законодательстве»:
  - «Основные законы» не подлежат судебному пересмотру, принимаются в четырёх чтениях при широком согласии.
  - Не «основные законы» подлежат пересмотру судом, который может их отменить.
  - Вводится в действие статья о преодолении судебной отмены закона.
2. Решение проблемы судебной перегруженности — добавление многих ставок.
3. Доверие к системе правосудия — ускорение судебных дел и предотвращение проволочек.
4. Состав комиссии по отбору судей — предотвращение доминирования как судей и так и министров. Каждая ветвь власти будет иметь одинаковое количество представителей. Кроме того, будут назначены представители общественности по согласованию между министром юстиции и председателем Верховного суда. Среди представителей кнессета будет член оппозиции.
5. Аргумент приемлемости — создание консенсуса в отношении случаев, в которых можно будет его использовать для контроля за действиями исполнительной и законодательной власти.

Президент попросил главу законодательной комиссии кнессета Симху Ротмана попытаться достичь компромисса и остановить принятие закона до того, как он будет вынесен на первое чтение в кнессете. Кроме того, президент сказал, что может предстать перед комиссией, что стало бы прецедентом.